# Notre Dame Mère de la Lumière
Notre Dame Mère de la Lumière (NDML), autrement appelée « Notre-Dame de la Lumière », est une association caennaise et une communauté nouvelle liée au Renouveau charismatique fondée en 2011 et dirigée par Alberto Maalouf, sans reconnaissance canonique de l'Église, mais qui a reçu une lettre de mission pour animer les messes d'une paroisse en 2012, renouvelée en 2015.
Au terme d'une enquête canonique débutée en mars 2016, qui a mis en lumière des dérives sectaires, toute mission lui est retirée par l'ancien évêque de Bayeux et Lisieux, Jean-Claude Boulanger. Ce dernier indique que NDML n'est plus depuis 2017 un mouvement de l'Église catholique, même si l'association poursuit ses activités dans d'autres diocèses. 
À la suite d'une enquête judiciaire ouverte en avril 2016, Alberto Maalouf est jugé pour abus de faiblesse et sujétion psychologique en 2019. Il est relaxé en première instance et en appel en 2021.
Depuis janvier 2024, l'évêque de Bayeux et Lisieux, Jacques Habert, « exerce une veille sur les activités entreprises par l’association NDML ». 

## Historique
Le groupe est à l'origine une aumônerie d'étudiants rattachée en 2008 à la paroisse de la Sainte-Trinité à Caen. Il est conduit par Alberto Maalouf, étudiant en médecine, qui a effectué la même année un pèlerinage à Medjugorje où il dit avoir été miraculeusement guéri. Né en 1988 au Liban, Alberto Maalouf est le fils d'un ancien soldat devenu prêtre,. 
À la suite de « témoignages inquiétants » et de « dérives théologiques », le groupe doit quitter l'aumônerie et se constitue en association autonome en septembre 2011,.  Une lettre de mission du 8 décembre 2012 de l'évêque de Bayeux et Lisieux, Jean-Claude Boulanger leur permet néanmoins d'animer les messes dominicales de la paroisse de la Sainte-Trinité,. 
Le mouvement comprend une communauté nouvelle liée au Renouveau charismatique constituée d'environ 10 jeunes professionnels âgés d'une trentaine d'années qui ont prononcé des vœux privés et vivent dans deux maisons, l'une pour les femmes, l'autre pour les hommes, afin de vivre « comme les premiers apôtres ». Les membres partagent la moitié de leurs revenus avec l'association,. 
L'évêque de Caen renouvelle le 15 septembre 2015 sa lettre de mission. Notre Dame Mère de la Lumière rassemble alors 200 personnes,. En raison des conclusions négatives d'une visite canonique menée en 2016 à la suite de plaintes pour dérives sectaires, Jean-Claude Boulanger lui retire sa lettre de mission en 2017. 
Le 1er mars 2024, son successeur Jacques Habert fait paraître un communiqué dans lequel il fait savoir que « depuis le mois de janvier 2024, [il] a mis en place un accompagnement des membres engagés au quotidien de l’association « Notre-Dame Mère de la Lumière » et exerce une veille sur les activités entreprises par l’association NDML. »

## Activités
L'association Notre Dame Mère de la Lumière compte en 2019 environ 300 membres.
Elle mène à Caen des maraudes auprès de sans-abris à qui elle offre un repas deux dimanches par mois,,. Elle s'est aussi investie dans une mission humanitaire auprès de 500 familles au Liban touchées par les explosions du 4 août 2020.
Elle organise une fois par mois une « veillée de louange, adoration, témoignage, enseignement, prière pour les malades », retransmise sur Internet. Elle anime un site « Open Bible » destiné à l'étude du Nouveau Testament. L'association intervient également dans d'autres diocèses pour animer des soirées de louange et d'évangélisation. 
Parmi « huit parcours de l’Avent à vivre en ligne », les vidéos de Notre Dame Mère de la Lumière sont citées en novembre 2020 par le magazine Famille chrétienne qui en loue le « format [...] dynamique et destiné à « booster » la Foi des participants ».

## Enquêtes canonique et judiciaire sur des dérives sectaires
Des plaintes d'anciens membres de l'association commencent à remonter dès 2011 à la « Cellule dérives sectaires » de l'épiscopat français. Un ancien de NDML et un jeune psychologue, Benoît Lechevalier, créent l'association Tocsin destinée à défendre les victimes présumées de l'association. En 2015, l'UNADFI reçoit de nouvelles plaintes et prévient conjointement avec Tocsin la Miviludes, qui décide de saisir le procureur de Caen.
Bien que l'association ne bénéficie d'aucune reconnaissance officielle de l'Église catholique, elle fait l'objet d'une enquête canonique fin février 2016, « au titre de la vigilance de l’évêque de Bayeux et Lisieux », confiée à une commission d'enquête présidée par Michel Guyard, évêque émérite du Havre. Le délégué à la communication du diocèse indique qu' « il ne s’agit en aucun cas d’une affaire de mœurs, mais plus de comportements ou de prises de parole ». La visite se tient après que Jean-Claude Boulanger a reçu de la Conférence des évêques de France un dossier d'une vingtaine de pages concernant les activités au sein de l'Église catholique des membres de l'association. L'enquête a pour objet de « vérifier les faits qui sont rapportés et le contenu des enseignements des responsables du groupe ». 
Parallèlement à cette enquête canonique, une enquête judiciaire est ouverte par la justice française en avril 2016 après des plaintes de membres de l'association, de leurs familles et de leurs proches.
L'enquête canonique s'achève en 2017 sans que ses résultats soient rendus publics. Dans un communiqué le 27 février, Jean-Claude Boulanger annonce qu'il retire sa lettre de mission à NDML en évoquant  « un certain nombre de difficultés structurelles dans le fonctionnement du groupe et son développement, notamment ce qui concerne les prières de guérisons qui ont posé question ». L'association réagit au communiqué en affirmant que « l’enquête canonique faite à [son] sujet et ayant duré un an, n’a retenu contre [elle] aucune accusation grave (accusation de dérives sectaires, dérives comportementales, morales ou théologiques, détournements de fonds, etc.) ».
Cependant, dans un courrier aux enquêteurs judiciaires, dans lequel il reconnaît l'échec de l'accompagnement de NDML par l'Église, Jean-Claude Boulanger qualifie Alberto Maalouf de « pervers narcissique » et de « vrai séducteur » « qui n'obéissait pas à l’Église ». Il dénonce également des « dérives sectaires, une emprise sur les membres » de sa communauté,. Il explique sa décision de retirer sa lettre de mission à NDML motivée par les « prières de guérison par imposition des mains et des exorcismes »  pratiqués au sein de l'association et par des « craintes pour la liberté des personnes à l’intérieur du groupe, qui était très fermé ». L'enquête canonique estime également que NDML recherche un « blanc-seing » de l’Église afin de « se constituer en communauté religieuse ». Bien que Jean-Claude Boulanger affirme dans une lettre à l'association Tocsin que « NDML n’a pas de lien avec l’Église », l'association est cependant accompagnée à partir de février 2018 par l'évêque d'Angoulême, Hervé Gosselin, et par un religieux dominicain.
L'association, par la voix de l'assistante d'Alberto Maalouf, affirme qu'en dépit ce que dit l'évêque, elle n'est pas « isolée au niveau national » et revendique de nombreux soutiens ecclésiaux en dehors du diocèse.

## Procès et relaxe d'Alberto Maalouf
À l'issue de l'enquête judiciaire ouverte en avril 2016, Alberto Maalouf est poursuivi pour « abus frauduleux de l'état d'ignorance ou de la situation de faiblesse » et placé sous contrôle judiciaire en juin 2018 avec interdiction d'entrer en contact avec les membres de sa communauté,. Après un renvoi de l'audience en octobre 2018, Alberto Maalouf comparaît en mai 2019 devant le tribunal correctionnel de Caen pour abus de faiblesse et sujétion psychologique sur 19 personnes. Cependant neuf parmi elles, que les experts psychiatres désignent comme des personnalités fragiles et facilement influençables, refusent d'être considérées comme victimes par le ministère public et apportent leur soutien à Alberto Maalouf. 
Les dix plaignants restants dénoncent des « prières des frères » culpabilisantes, assimilées à « un vrai tribunal ». Ils évoquent également une « obsession de la pureté » se traduisant par une exigence de pauvreté, avec jeûne deux fois par semaine, et une demande de chasteté dans la vie conjugale, avec port pour les femmes d'un vêtement dissimulant leurs formes. Selon eux, cette idéologie moralisatrice a conduit certains membres à se couper de leurs familles vivant « dans le péché ». « Au sein de son association, le médecin [Alberto Maalouf] assurait à ses quelque 300 sympathisants que Dieu lui parlait directement »,. Des témoignages à la barre, parlent d'une sortie du mouvement s'accompagnant d'intimidations ou d'un rejet humiliant. « Sous des dehors fréquentables, on retrouve tous les signes de l’emprise sectaire avec perte d’identité progressive » selon l'avocat de deux anciennes adeptes, ce que conteste l'avocat d'Alberto Maalouf qui parle d'un simple règlement de comptes dû à « l'échec d'une relation amoureuse » entre un des fondateurs de l'association Tocsin et une membre de NDML. De leur côté, Alberto Maalouf et les membres de NDML rejettent également ces accusations en se disant victimes d'un « complot » et de « calomnies ». 
Le parquet requiert une peine de deux ans de prison avec sursis, assortie d'une mise à l'épreuve de trois ans, l'interdiction d'entrer en contact avec les plaignants, de participer à toute vie associative et 15 000 € d'amende, somme réclamée comme indemnisation par certaines des parties civiles,,, qui comptent l'UNADFI et l'Ordre des médecins. Convaincues d’avoir été guéries par des prières, certaines personnes auraient interrompu leurs traitements médicaux malgré des risques pour leur santé. 

### Relaxe en première instance
Le tribunal rend son verdict en juillet 2019 et relaxe le président de NDML en estimant qu'il n'y a « ni enrichissement personnel, ni captation d’héritage, ni abus sexuel »,. Selon Benoît Lechevalier de l'association Tocsin, l'absence de preuves matérielles a joué dans ce verdict : « Souvent, dans les histoires d’emprises mentales, il y a des problèmes liés au sexe ou à l’argent. Comme ce n’est pas le cas, cela s’avère plus compliqué à démontrer ». Cette relaxe provoque l'amertume du côté des parties civiles : « On a vécu un enfer et l'enfer continue. Les victimes ne sont pas du tout reconnues ». 

### Appel du parquet et relaxe définitive
Le parquet fait cependant appel du verdict, et Alberto Maalouf comparaît à nouveau en juin 2021 devant le tribunal de Caen pour abus frauduleux de l'état d'ignorance ou de faiblesse sur 19 personnes. Le dossier de 1000 pages constitué sur NDML est réexaminé. Néanmoins, 12 des victimes présumées sur 19 disent qu'elles « ne partagent pas l’avis du parquet et assurent faire partie de leur plein gré de l’association Notre-Dame mère de la lumière ». En septembre 2021, le jugement initial est confirmé et Alberto Maalouf est à nouveau relaxé. Dans un communiqué, NDML exprime sa satisfaction et évoque des poursuites judiciaires à l'encontre de ceux qui mettraient de nouveau en cause l'association. 